# Стеријино позорје
Стеријино позорје је позоришни фестивал. Установљен је 1956. као стални фестивал националне драме и позоришта такмичарског карактера, у оквиру прославе и обележавања 150-годишњице рођења и 100-годишњице смрти великог српског комедиографа Јована Стерије Поповића. Од тада Стеријино позорје сваке године организује позоришни фестивал на којем учествују позоришта из земље и иностранства са представама рађеним по текстовима југословенских писаца.
Програмски циљеви фестивала су да кроз стални фестивал националне драме унапређује позоришну уметност и подстиче развој драмске књижевности. У остваривању тих циљева, Стеријино позорје, поред фестивала националне драме, користи и развија и све друге облике рада и методе деловања и настоји да буде путоказ националном позоришту у његовом тражењу сопственог стила, система и типа, места и улоге у култури и друштву.

## Историја
У дефинисању програма и статуса Стеријиног позорја учествовале су најистакнутије личности нашег друштва, културе и уметности. У првом Одбору Стеријиног позорја, који је именовало Градско веће Новог Сада, 29. марта 1956, били су, између осталих, Јосип Видмар (председник), Иво Андрић, Милан Богдановић, Бранко Гавела, Велибор Глигорић, Дмитар Кјостаров, Младен Лесковац, Вељко Петровић, Душан Поповић, Томислав Танхофер, Радомир Радујков и Милош Хаџић. Тада су јасно артикулисани и утврђени његови програмски циљеви и задаци: да кроз стални фестивал националне драме унапређује позоришну уметност и подстиче развој драмске књижевности. У остваривању тих циљева, Стеријино позорје, поред фестивала националне драме, користи и развија и све друге облике рада и методе деловања и настоји да буде путоказ националном позоришту у његовом тражењу сопственог стила, система и типа, места и улоге у култури и друштву.
Стеријино позорје је временом остварило идеје његових оснивача и постало високостручна позоришна институција за унапређивање националног позоришног израза и драмске књижевности. Увек настојећи да феномен позоришне уметности третира интегрално, Позорје је своје програме, кроз континуиран развој, уобличило у јасну и заокружену целину систематских стручних послова на подручју позоришта и драматургије. Током пет деценије свога постојања, Позорје је утемељило и развило низ послова значајних за југословенску позоришну културу и постало важан и поуздан инструмент за идентификовање и верификовање сценских и драмских вредности и, умногоме, ослонац научне и теоријске мисли о позоришту и драми.
Директор Стеријиног позорја од 1977. био је Данило Грујић.

## Фестивал
"Стеријино позорје" се одржава у Новом Саду сваке године од 15. априла, односно 26. маја од 1982. године.
Репертоар позорја се формира на основу селекције коју бира трочлани селекторски тим са уметничким директором на челу. На позорју могу учествовати професионална позоришта и групе из земље и иностранства с представама рађеним по текстовима наших писаца, као и домаћа позоришта са представама рађеним по текстовима страних писаца.
Селекција представа за Стеријине награде састоји се од два сегмента: 
- Најбоље представе домаћих и страних театара рађене по текстовима наших писаца (3-5 представа)
- Најбоље представе домаћих позоришта рађене по текстовима страних писаца (3-5 представа)

Селекција Кругови коју је осмислио и покренуо уметнички директор Иван Меденица дефинише се тематски и/или културолошки, као интернационална (регионална, европска, светска) контекстуализација најзанимљивијих и најпровокативнијих друштвених, културних и театарских феномена које нуди наша средина. У овом програму (3-5 представа) могу учествовати само иностране представе. Кругови имају награду за најбољу представу-Почасни круг. Домаће представе из Селекције за Стеријине награде које задовољавају тематски и/или културолошки критеријум Кругова, што би било наглашено у извештају селектора, конкуришу и за награду Почасни круг.
Петочлани жири доноси одлуке о Стеријиним наградама за уметничка остварења показана на фестивалу: 
- најбоља представа,
- текст савремене драме,
- драматизација,
- адаптација,
- режија,
- сценографија,
- костим,
- сценска музика и
- (четири награде) глумачка остварења.

Стеријина награда Округлог стола критике припада позоришту чија је представа најбоља по гласању критичара. Поред награда за уметничка остварења, додељује се и 
- Стеријина награда за новинску позоришну критику и
- Стеријина награда часописа Сцена за театрологију.

Стеријино позорје, повремено, по одлуци органа управљања, додељује Стеријину награду за нарочите заслуге на унапређењу позоришне уметности и културе. Поред Стеријиних награда, многе институције и организације додељују награде за различите облике уметничких остварења, једна од њих је Награда Зоран Радмиловић коју додељују „Новости“ од 1988. године.
Позорје младих. Сусрети младих позоришних стваралаца, студената и професора позоришних академија и факултета ради међусобног упознавања и размене искустава, упознавања са савременим позоришним збивањима и токовима у земљи и свету, практичног и теоријског студија позоришног израза, с једне стране, и показивања и приказивања свога рада оствареног у процесу наставе и на испитима. Позоришне радионице, тематски разнолике а везане за педагогију и образовање глумаца, драматурга, сценографа, продуцената, употпуњују ову манифестацију.
Трибине и изложбе. На трибинама се разматра веома широк спектар тема, од друштвеног аспекта позоришта, позоришне уметности и културе до специјалних стручних, научних и уметничких. Изложбе настоји да на упечатљив начин осветле и представе значајна имена драмске књижевности, позоришне уметности и културе, одређена раздобља из историје позоришта и драме и упознају јавност с одређеним позоришним појавама, проблемима или постигнућима.
Посебно место, по карактеру и значају, има Изложба позоришног плаката и графичког обликовања. Ова изложба је јединствена манифестација ове врсте, која сваке треће године приказује графичко стваралаштво у области позоришног плаката, програма и другог графичког материјала који чини визуелни идентитет позоришне представе или позоришта. За најбоља остварења у овој области, Стеријино позорје додељује награде.
Међународна сарадња. Поред стандардних облика међународне сарадње која се огледа кроз различите облике институционалних и ванинституционалних веза и односа и координације између наше и светске позоришне јавности, Позорје у оквиру ове делатности има и посебне програме: 
- Међународни тријенале „Позориште у фотографској уметности“ приказује стваралачка достигнућа фотографа-уметника инспирисаних позориштем и позоришним чином;
- Међународни тријенале позоришне сценографије и костима приказује остварења најзначајнијих домаћих и светских сценографа и костимографа и омогућује репрезентативни увид у светске токове у овој области стваралаштва;
- Међународни тријенале позоришне књиге и периодике јединствена је манифестација ове врсте у свету и задатак јој је да прикупи и прикаже позоришну књигу и периодику из целог света и омогући увид у светску продукцију позоришне литературе.
- Међународни симпозијум позоришних критичара и театролога стална је институција у оквиру међународне сарадње Стеријиног позорја (под високим патронатом Међународне асоцијације позоришних критичара), чији је основни задатак да разматра искуства и сазнања светске позоришне теорије и праксе.

Своју делатност Стеријино позорје обавља преко неколико програмских целина:
- Издавачка делатност
- Међународна сарадња
- Центар за позоришну документацију[1]

## Издавачка делатност
Стеријино позорје има и богату издавачку делатност. Од 1965. године објављује часопис за позоришну уметност Сцена, од 2006. Годишњак позоришта Србије. Осим периодичних публикација Позорје објављује и друга дела о позоришној уметности.